# Magasin Marjolaine
Le magasin « Marjolaine » est un magasin de style Art nouveau géométrique édifié à Bruxelles par l'architecte Léon Sneyers.

## Localisation
Le magasin « Marjolaine » est situé à Bruxelles, au numéro 7 de la rue de la Madeleine, à quelques pas de la Grand Place de Bruxelles.

## Historique
L'édifice présentait autrefois une façade sommée d'un pignon à volutes de style baroque mais il a été doté d’une façade de style néo-classique durant le troisième quart du XIXe siècle.
En 1904, l'architecte Léon Sneyers orne cette façade d'une devanture commerciale de style Art nouveau géométrique, dont les vitraux ont été restaurés en 1996 par Jean-Marc Gdalewitch.

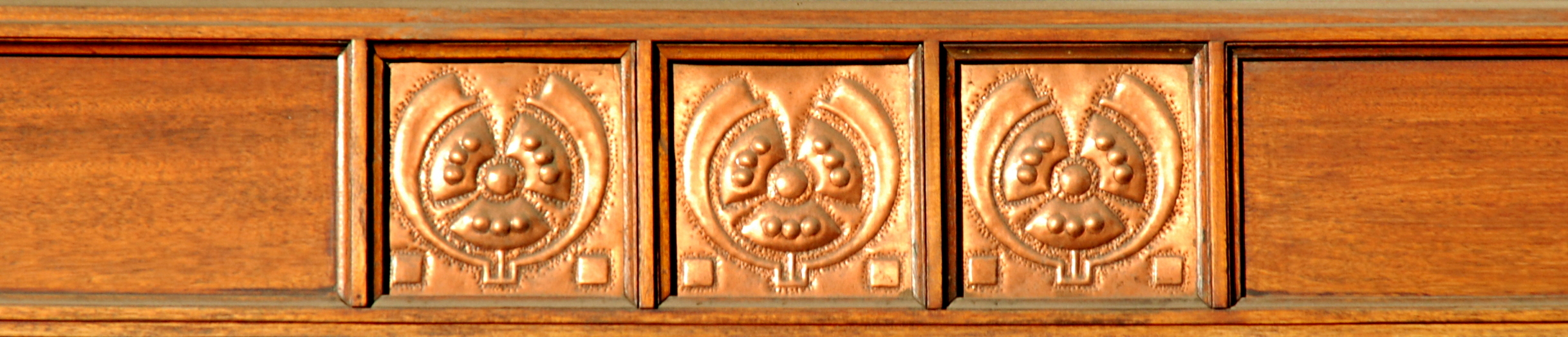

## Architecture
Le magasin « Marjolaine » est une des rares devantures commerciales de style Art nouveau subsistant à Bruxelles, aux côtés de la « chemiserie Niguet » réalisée par Paul Hankar en 1896, de la taverne-restaurant le Falstaff conçue par E. Houbion en 1903 et de la « pharmacie du Bon Secours » de Paul Hamesse.
Sa devanture en bois, intégrée à une banale façade néo-classique, relève de l'Art nouveau géométrique, tendance initiée par Paul Hankar, le maître de Léon Sneyers.
La devanture adopte une composition bipartite : la porte d'entrée et la vitrine sont reliées par un vitrail de style Art nouveau géométrique en forme de lyre.
Elle est surmontée d'une frise de fleurs très stylisées et d'une corniche en bois affichant le nom du magasin en lettres inspirées du design de la Sécession viennoise. Cette corniche est supportée par deux consoles en bois partiellement ajourées.
La  devanture repose sur un petit soubassement en pierre bleue qui porte la signature de l'architecte et l'année de construction du magasin.

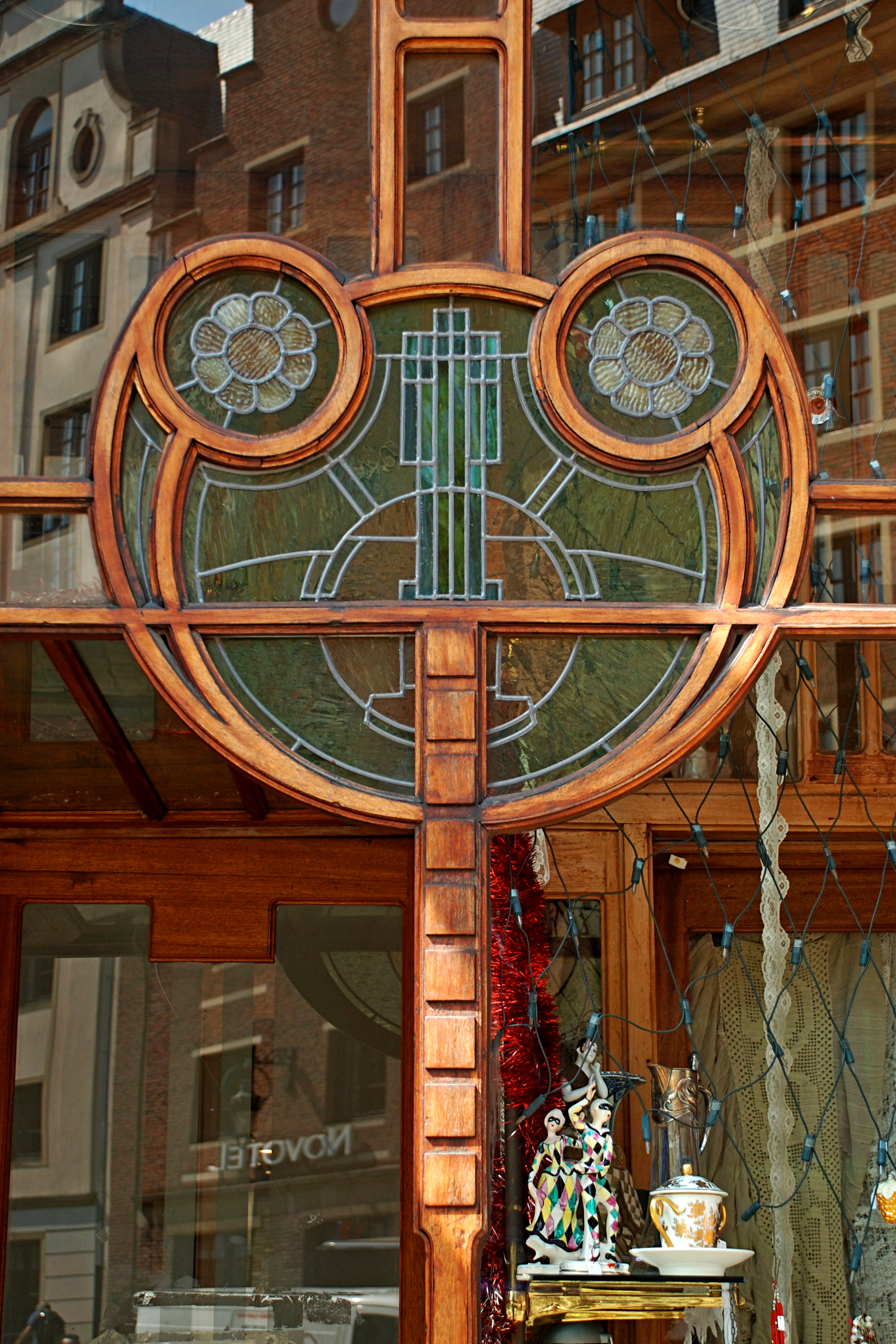
Vitrail.
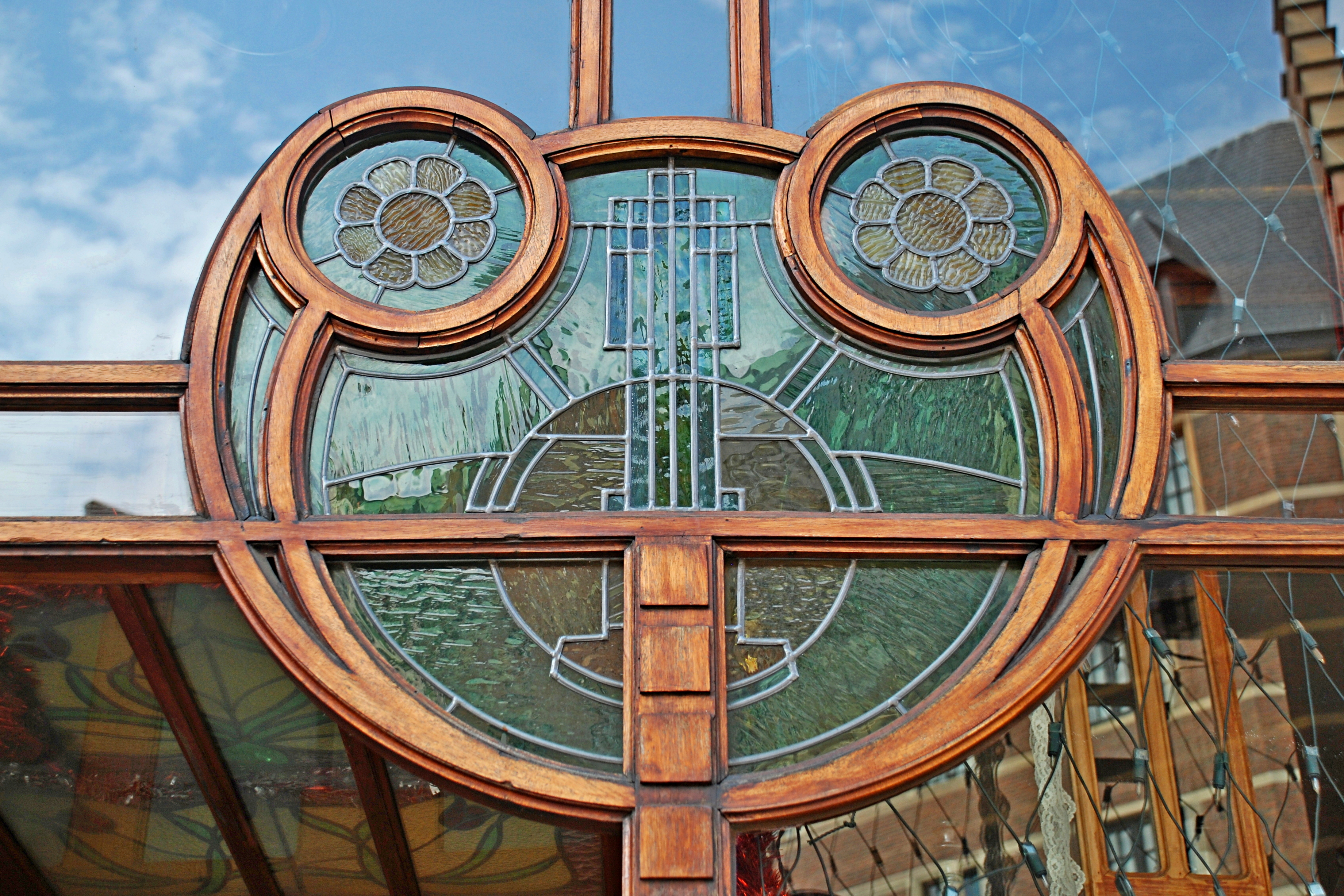
Combinaison de motifs circulaires.
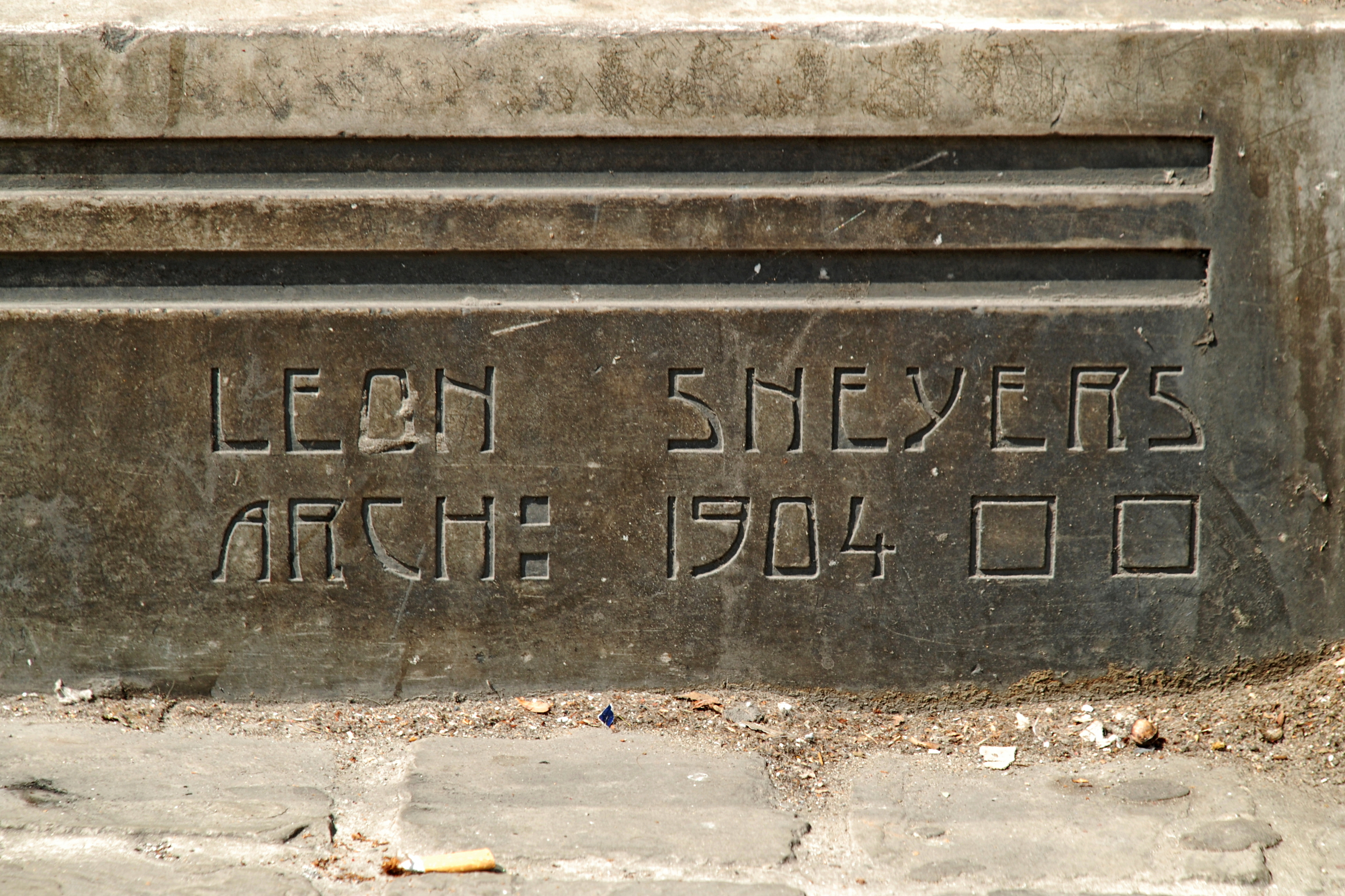
Signature de Léon Sneyers.